# 가브리에우 바르보자
가브리에우 바르보자 아우메이다(포르투갈어: Gabriel Barbosa Almeida, 1996년 8월 30일 ~ )는 브라질의 축구 선수로 포지션은 공격수이다. 가비골(Gabigol)이라는 애칭으로도 알려져있다. 현재 크루제이루에서 활약하고 있다.

## 클럽 경력

#### 유스시절
2004년, 8살이 된 해에 산투스FC 유스로 계약했다. 유스 시절을 보내면서 600골 이상 골을 넣고 산투스의 작은 보물로 사람들에게 알려졌다. 14살에 청소년 국가대표를 참여하고, 500만 유로 가격으로 산투스FC 성인팀에 계약을 했다.

#### 프로시절
2013년, 16살 나이로 프로팀에 진출했다. 가브리엘의 첫 데뷔전은 2013년 1월 16일(현지시각) 그레미우 바우에리와의 친선경기로 4-0 승리를 거뒀다. 공식 첫경기는 그 해 5월 26일(현지시각) 0-0 무승부로 끝난 플라멩구와의 경기로, 이 경기는 네이마르의 산투스FC 마지막 경기로도 유명하다. 17살이 되던 해에, FC바르셀로나는 네이마르와 협상 당시 가브리엘의 우선협상권도 가져가 사람들에게 주목을 받았다. 가브리엘의 프로 첫 골은 2013년 8월 21일(현지시각) 코파 두 브라지우대회에서 그레미우와의 16강전이다. 이 경기는 가브리엘 결승골로 1-0 승리를 거뒀다.또, 2014년 2월 1일 보타포구-SP를 5-1로 대승을 거둔 경기에서 산투스FC 역사상 12,000번째 골을 넣어 역사를 새겼다.
2014년부터 팀의 주축으로서 경기를 뛰었고, 코린치안스와의 라이벌 경기전에서 가브리엘 골을 더해 5-1 대승을 거뒀다. 당시 클럽 역사상 가장 비싼 이적료, 브라질리그에서 2번째로 높은 이적료로 레안드루 다미앙이 산투스로 영입되었다. 산투스는 가브리엘과 다미앙 덕분에 2014 캄페오나투 파울리스타 결승전에 진출하게 되었다. 그 해에 가비골은 2014년 코파 두 브라지우 득점왕(6골)과 산투스FC의 득점왕(21골)에 올랐다.
2020년 1월 27일, 바르보사는 플라멩구와 계약을 체결했다. 2025년 1월 1일, 크루제이루는 가비골을 새로운 선수로 발표했다.

## 수상 내역
- 산투스 FC
  - 캄페오나투 파울리스타: 2015